# Château du Leslé
Le château du Leslé est un édifice situé à Pont-Scorff, en France.

## Situation
Le château est situé sur le territoire de la commune de Pont-Scorff, au lieu-dit le Leslé, dans le département du Morbihan, en région Bretagne.

## Description
Le château date des XVIIIe et XIXe siècles, avec ses dépendances ils sont construits dans un parc enclos, de part et d'autre d'une avenue dont l'entrée en hémicycle est marquée par un portail. Le potager et la métairie situés à l'écart, respectivement au nord et à l'est de l'ancien château, sont également enclos de murs.
Le premier château présentait un plan régulier à ailes latérales antérieures et avant-corps central postérieur. La façade enduite était animée de bandeaux et corniche. En 1830, il est réduit à un plan massé en L, à rez-de-chaussée et étage carré. La toiture à longs pans est recouverte d'ardoises se croisant en noue possédait deux croupes. Corniche et lucarne étaient en calcaire La chapelle à élévation partiellement en pierre de taille, l'orangerie et le passage couvert à porte cochère en moellons ont un toit à croupes, tandis que la fabrique de jardin a un toit en pavillon. La ferme et les communs en moellon, surmontés d'un comble à surcroît, sont couverts d'un toit à longs pans et pignon couvert. Le chais souterrain est voûté en pierres de taille. Puits en pierre de taille à double accès de part et d'autre du mur de clôture du potager.

## Histoire
Le château et ses dépendances constituaient, jusqu'en 1985, un ensemble architectural de la seconde moitié du XVIIIe siècle. Il a subi, depuis cette date, de nombreuses restaurations et destructions.
La seigneurie du Leslé est mentionnée régulièrement à partir du XVe siècle avec son manoir et la métairie qui en dépend. Dans la seconde moitié du XVIIIe siècle, le manoir est remplacé par un château. Ce dernier est partiellement détruit après la Révolution : il figure encore en entier sur la plan cadastral de 1818 . L'avant-corps sud et une partie de l'aile sud seront seuls restaurés en 1830 puis démolis à leur tour en 1985. La chapelle domestique, bénite en 1786, a été restaurée en 1985 ainsi que l'orangerie, transformée en habitation. La fabrique de jardin a été détruite puis reconstruite à l'identique. Le corps de logis de la ferme qui comprenait des éléments du XVIIe siècle, a été remanié au XIXe siècle et totalement restauré en 1985. De l'ancien ensemble formé par les remises, les écuries, du XVIIIe siècle, et le logis de ferme de la fin du XIXe siècle, ne subsiste que le passage couvert.
Il est inscrit à l'inventaire général du patrimoine culturel.